# Тамер Хасан
Тамер Хасан (енгл. Tamer Hassan; рођен 18. марта 1968. у Лондону), енглески је филмски и ТВ глумац, кипарско турског порекла.
Он је такође близак пријатељ глумца Денија Дајера, са којим је често глумио заједно у филмовима.